# Năvodari

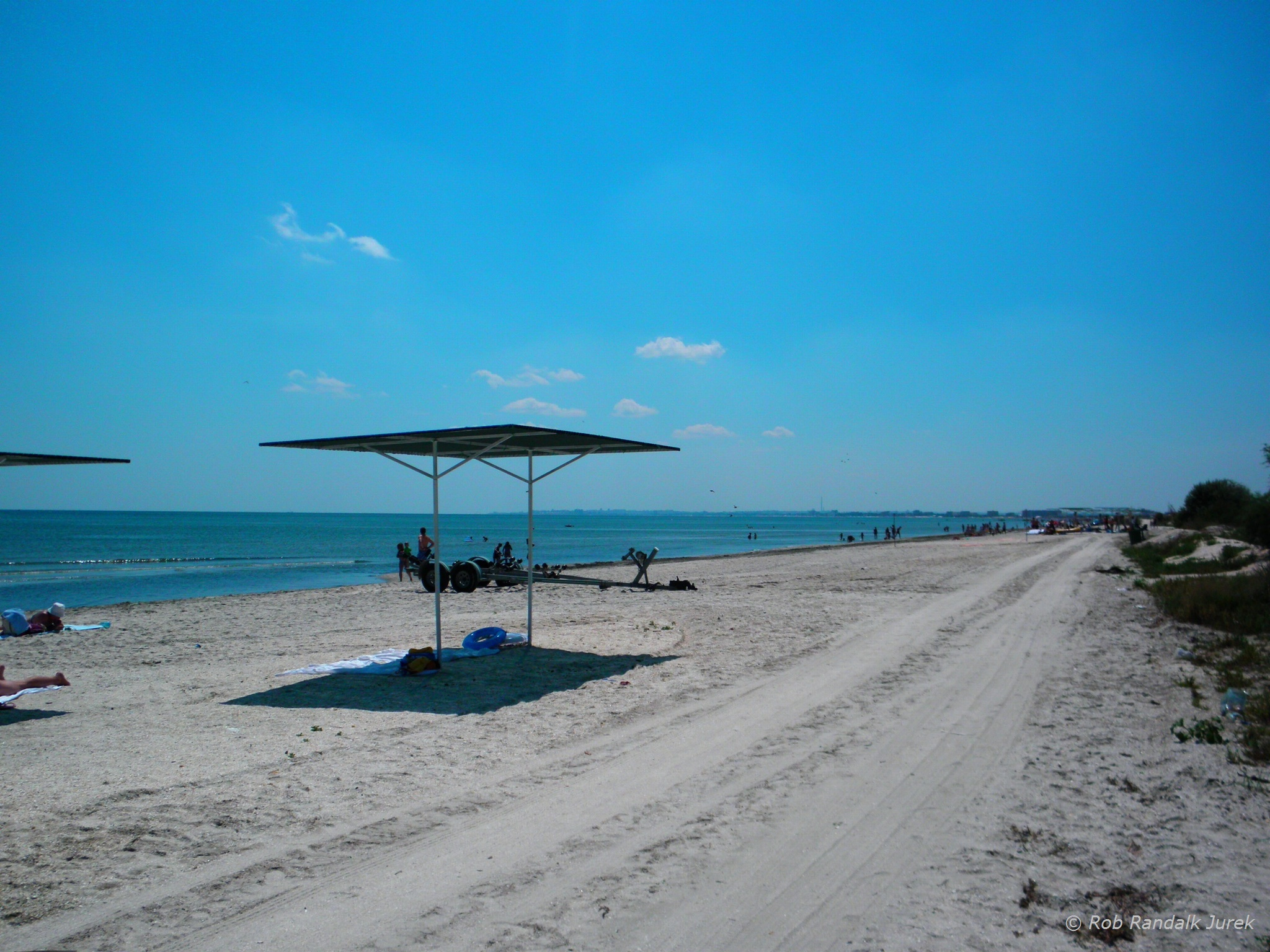
Pláž v letovisku Mamaia-Sat

Năvodari (turecky Kara Koyum) je město a přímořské letovisko v Rumunsku v župě Constanța. Leží u břehu Černého moře a jezera Tașaul, jižně od delty Dunaje. Nachází se asi 19 km severně od města Constanța a asi 224 km východně od Bukurešti. V roce 2011 zde žilo 32 981 obyvatel.
Năvodari je důležité město z hlediska průmyslu. Společnost Petromidia zde vlastní rozsáhlou továrnu na výrobu superfosfátu a kyseliny sírové. Továrna byla postavena roku 1957 jako součást industrializačního programu během komunistického režimu. Továrna až do modernizace v devadesátých letech 20. století způsobovala zásadní znečišťování vody v Černém moři a jezeru Tașaul.
Kromě Năvodari patří k městu i vesnice Mamaia-Sat, která je součástí známého letoviska Mamaia ležícího na stejnojmenné kose.